# Monument à Lénine (Kharkiv)
Pour les articles homonymes, voir Monument à Lénine.
Le monument à Lénine est un ancien monument de la ville de Kharkiv, en Ukraine.
Ce monument consacré au révolutionnaire communiste, théoricien politique et homme d'État russe Vladimir Ilitch Lénine était situé sur la place Dzerjinski (aujourd'hui place de la Liberté) le 5 novembre 1963. Mesurant un peu plus de 20 mètres, c'était le deuxième plus haut d'Ukraine (après monument à Lénine à Sébastopol, en Crimée). La statue de bronze en elle-même mesurait 8,5 mètres.
Le monument a été démonté le 28 septembre 2014 dans le cadre des manifestations pro-européennes Euromaïdan par des manifestants nationalistes,.

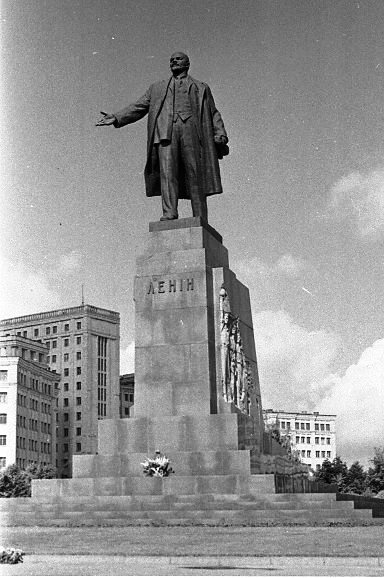
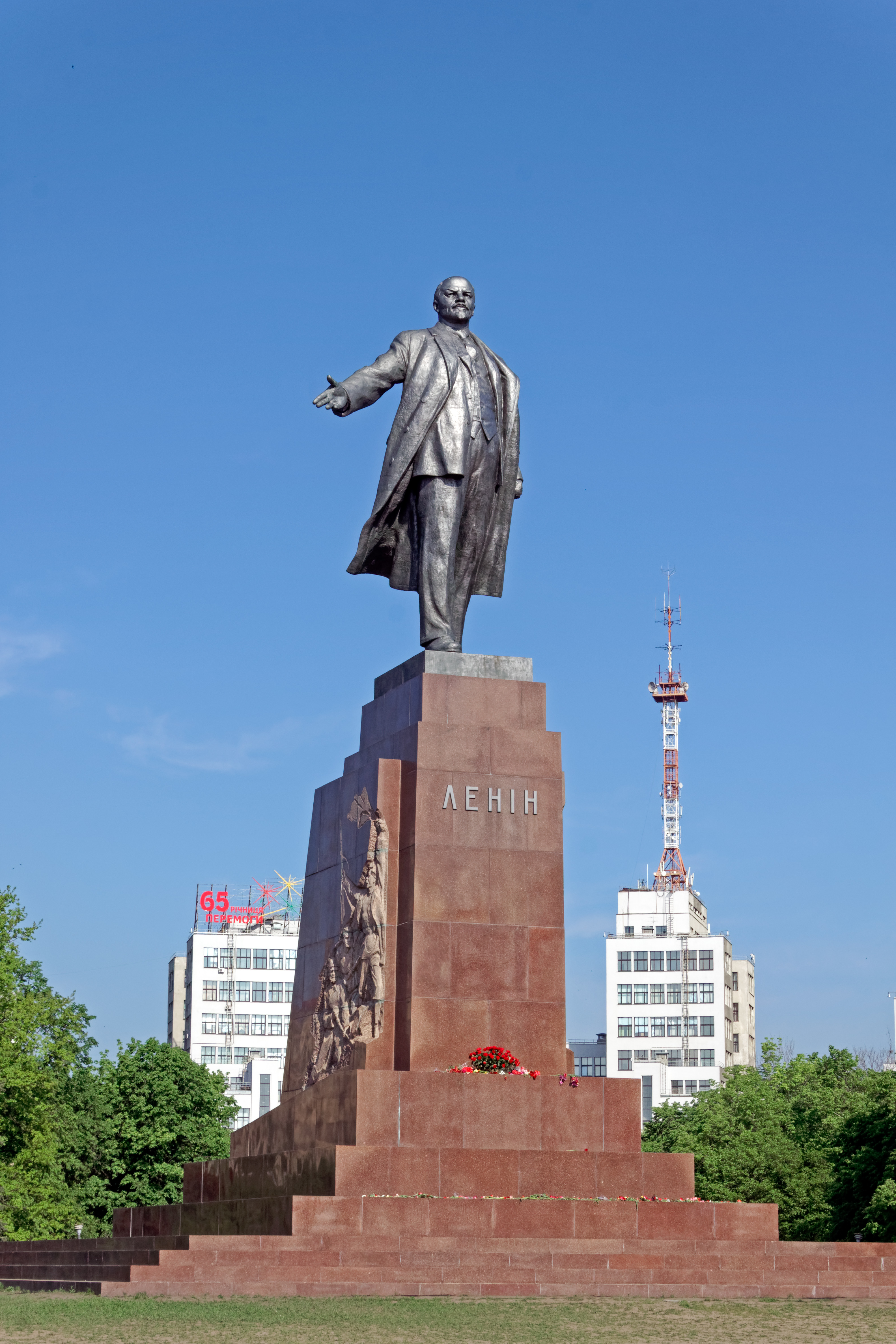
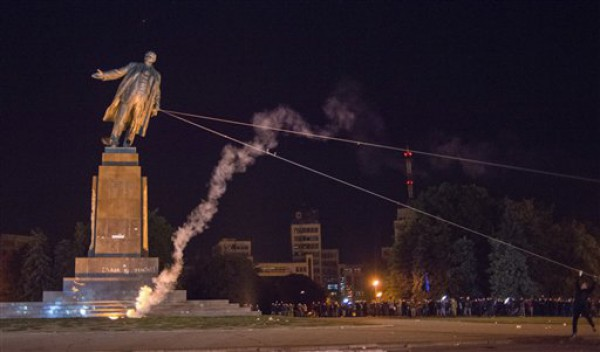
Démontage.
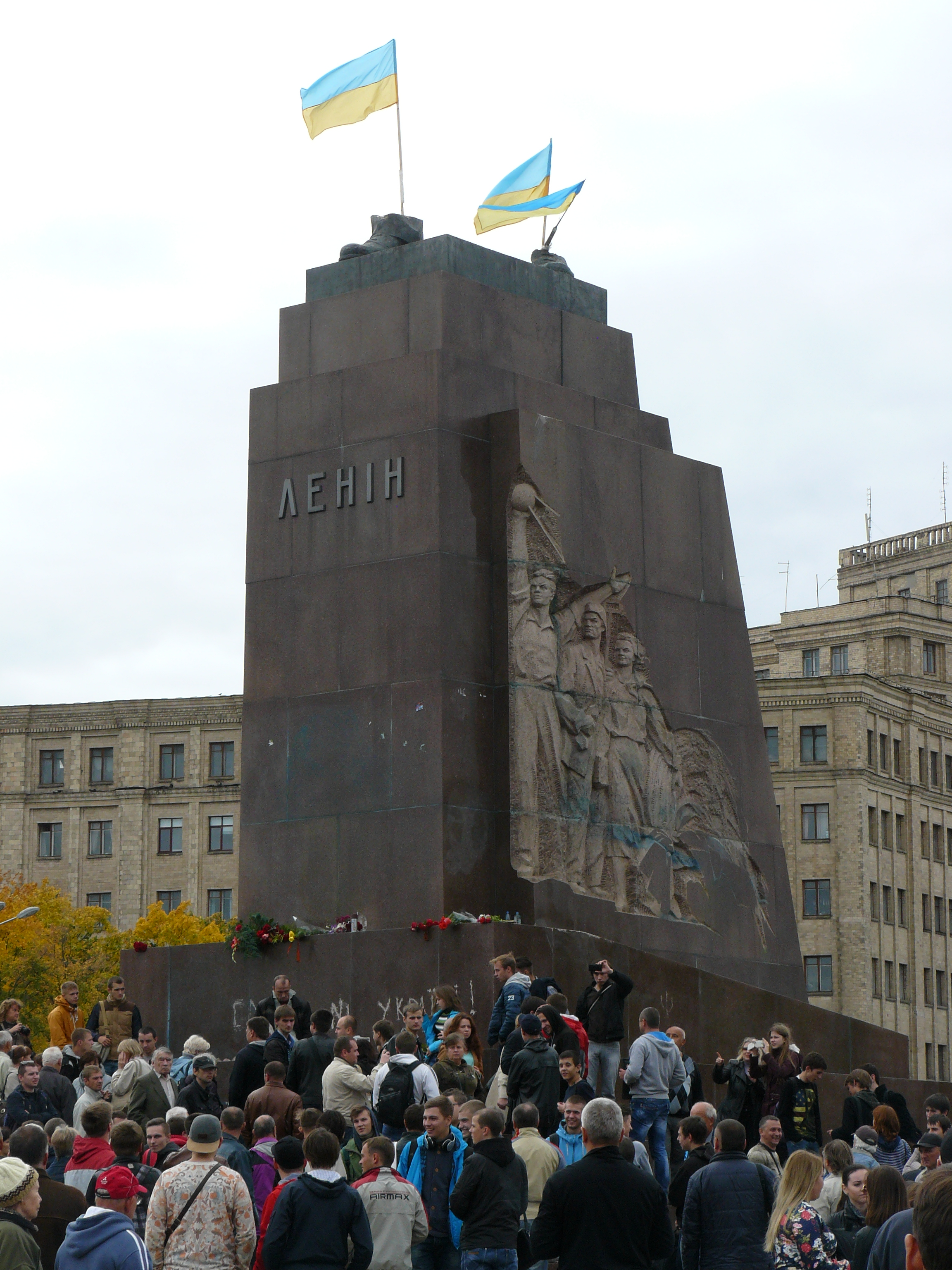
Le socle sans la statue.